# Due Giorni Marchigiana
Die Due Giorni Marchigiana (Zwei Tage von Marken) sind eine Radsportveranstaltung im Straßenradsport, die jährlich in der Gemeinde Castelfidardo in der Region Marken veranstaltet wird.
Die Radsportveranstaltung wurde 2001 ins Leben gerufen. An zwei aufeinanderfolgenden Tagen wurden die beiden Eintagesrennen Gran Premio Fred Mengoni und Trofeo Città di Castelfidardo ausgetragen. Neben der Tageswertung gab es auch eine Gesamtwertung beider Rennen. Mit der letzten Austragung des Gran Premio Fred Mengoni in der Saison 2006 fanden auch die Due Giorni Marchigiana 2006 vorerst ihr Ende. Der prominenteste Radrennfahrer in den Siegerlisten ist Damiano Cunego, der 2004 im Jahr seines Sieges auch den Giro d’Italia und die Lombardei-Rundfahrt gewann.
Zur Saison 2023 wurden die Due Giorni Marchigiana wiederbelebt. Neben der Trofeo Città di Castelfidardo, die seit 2007 mit kurzen Unterbrechungen weiterhin ausgetragen wurde, kam der Gran Premio Santa Rita als zweites Rennen hinzu. Beide Rennen stehen als Eintagesrennen im Rennkalender der UCI und sind Bestandteil der UCI Europe Tour, eine Gesamtwertung gibt es jedoch nicht.
Veranstalter ist der örtliche Sporting Club Sant’Agostino.

## Palmarès (2001 bis 2006)
| Jahr | GP Fred Mengoni  | Trophée de Castelfidardo | Gesamtwertung      |
| ---- | ---------------- | ------------------------ | ------------------ |
| 2001 | Fabio Bulgarelli | Boštjan Mervar           | Dmitri Gajnitdinow |
| 2002 | Danilo Di Luca   | Fabio Sacchi             | Eddy Ratti         |
| 2003 | Alessio Galletti | Michele Gobbi            | Alessio Galletti   |
| 2004 | Damiano Cunego   | Emanuele Sella           | Damiano Cunego     |
| 2005 | Luca Mazzanti    | Murilo Fischer           | Luca Mazzanti      |
| 2006 | Andrea Tonti     | Paolo Bossoni            | Andrea Tonti       |